# Matthäus Strebl

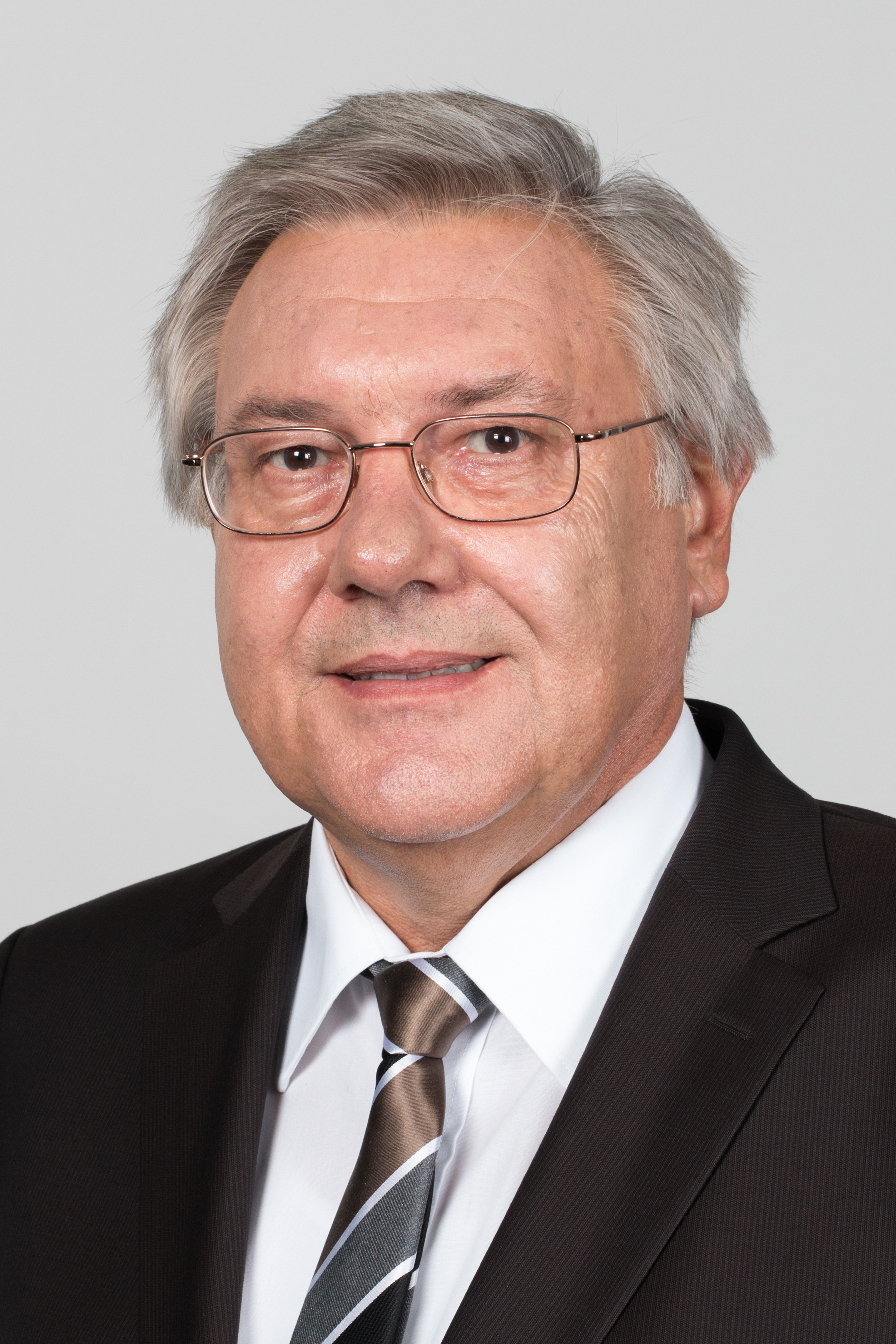
Matthäus Strebl (2014)

Matthäus Strebl (* 1. März 1952 in Oberbubach, Gemeinde Frauenbiburg, heute Dingolfing) ist deutscher Politiker (CSU) und ehemaliger Vorsitzender des Christlichen Gewerkschaftsbundes Deutschlands. Er war von 1995 bis 1998, von 1999 bis 2005, dann von 2008 bis 2009 und von 2013 bis 2017 Mitglied des Deutschen Bundestages.

## Leben und Beruf
Der Sohn eines Landwirts schloss nach dem Besuch der Volksschule zunächst eine Berufsausbildung zum Kfz-Mechaniker ab und arbeitete anschließend bei der Traktorenfabrik Eicher und im BMW-Werk in Dingolfing. Nachdem er an einer Berufsaufbauschule die Fachschulreife erlangt hatte, absolvierte er eine Ausbildung zum Bankkaufmann bei der Volksbank-Raiffeisenbank Dingolfing. Dort war er 20 Jahre als kaufmännischer Angestellter und Kundenberater tätig.
Matthäus Strebl ist verheiratet und hat drei Kinder.

## Politischer Werdegang

### Politische Ämter
Strebl ist Vorsitzender des CSA-Bezirksverbandes Niederbayern und gehört dem Landesvorstand der Seniorenunion (SEN) an. Er ist Mitglied im Dingolfinger Stadtrat und im Kreistag von Dingolfing-Landau.
Strebl trat jeweils für die Landesliste der CSU in Bayern zu den Bundestagswahlen an. Am 20. November 1995 rückte er als Abgeordneter des Bundestags für Kurt Faltlhauser, der ins Kabinett von Edmund Stoiber berufen wurde, nach. Auch nach der Bundestagswahl 1998 trat er erst als Listennachfolger in den Bundestag ein, am 12. Januar 1999 für die verstorbene Michaela Geiger. Bei der Bundestagswahl 2005 verfehlte er den Einzug in das Parlament, wurde aber als Nachfolger von Horst Seehofer am 10. November 2008 wieder Mitglied des Deutschen Bundestags.
Er war ordentliches Mitglied im Ausschuss für Arbeit und Soziales sowie stellvertretendes Mitglied im Ausschuss für Familie, Senioren, Frauen und Jugend. Außerdem arbeitete er in der Deutsch-Österreichischen sowie in der Deutsch-Maltesischen Parlamentariergruppe mit.

### Gesellschaftliche Ämter
Von 2004 bis 2018 war er Vorsitzender des Christlichen Gewerkschaftsbundes Deutschlands (CGB).